# 武蔵丘車両基地
武蔵丘車両基地（むさしがおかしゃりょうきち）は、埼玉県飯能市にある西武鉄道の車両基地。

## 概要
池袋線東飯能 - 高麗間に位置する武蔵丘信号場に隣接し、また武蔵丘車両検修場が隣接する。車両が武蔵丘車両検修場に入場・出場する際は、当車両基地の構内を通る。構内は10両編成に対応しており、当車両基地では列車検査・月検査と車両清掃等を行っている。ただし、当車両基地には車両故障等に対応した修繕線がないため、このような場合には車両を小手指車両基地に回送して対応する。
横瀬車両基地を統括しており、電気機関車E31形の月検査（一部列車検査）も行っていた。甲種輸送の回送検査は当車両基地しか行っていない。
池袋線の本線を挟んで2つのエリアに分かれており、当初よりある南東側がA地区、後に増設された北西側がB地区となっている。A地区には60両が収容可能な電車留置線6本と引上線1本、保線機械線が6本ある。B地区には74両が収容可能な電車留置線7本と検査線 2本（検修庫）と洗浄作業線1本、引上線1本がある。このほか、武蔵丘車両検修場への入出場線がある。
- 敷地面積：41,000 m²[5]
- 最大収容両数：164両 [5]
- 検修庫（ピット構造）：204m×2本 [5]
- 洗浄線：204m×1本、車両洗浄装置 1基 [5]
- 汚物処理施設

東飯能駅付近の複線化と、西武グループにより1984年1月27日に飯能市議会全員協議会の場で公開された「武蔵丘分譲地」造成計画に合わせて、現在の武蔵丘信号場の位置への新駅設置構想も公表され、「文化新聞」の1984年3月1日号にも概要が掲載されていたが、市民の反対運動と景気の後退により造成計画が中止されたこともあり、車両基地と検修場の開設以外は実現には至っていない。池袋線所属の車両の行先表示器には新駅設置構想の名残で「武蔵丘」のコマが用意されている。

### 配線図
| ← 飯能 方面 | 武蔵丘車両基地・武蔵丘車両検修場 構内配線略図 | → 吾野 方面 |
| 凡例 出典:  |                                               |             |

### 所属車両
2025年4月1日現在
- 新2000系 - 8両編成2本
- 4000系 - 4両編成10本（52席の至福を含む）
- 6000系 - 10両編成3本（50番台）
- 20000系 - 10両編成3本
- 30000系 - 8両編成10本・2両編成6本
- 40000系 - 10両編成5本・8両編成3本（すべて50番台）

このほか、池袋線系統で運用される当基地所属以外の車両も留置されることがある。小手指車両基地所属の自社車両のほか、2024年3月改正ダイヤでは東京メトロ・東急東横線の車両がそれぞれ10両編成1本ずつ夜間滞泊する運用が組まれている。

## 沿革
- 1988年（昭和63年）11月 - 輸送力増強のため、60両が収容可能な電留線として開設（現在のA地区）[5][3]。
- 1998年（平成10年）3月 - 地下鉄有楽町線への乗り入れ開始拡大に伴い拡張。50両が収容可能な電留線を増設（現在のB地区）[3]。
- 2000年（平成12年）
  - 3月16日 - 武蔵丘車両管理所として正式に発足[4][3]。収容車両数160両、電車264両、電気機関車4両、貨車26両が所属した[3]。
  - 3月29日[10]。事前に検修棟等の増築工事を行い、保谷車両管理所（現・保谷電留線）の組織を移管した[4][3]。
- 2001年（平成13年）7月9日 - 組織改正により池袋線車両所武蔵丘車両基地となる[3]。
- 2003年（平成15年）1月 - 横瀬車両基地と山口車両基地を管轄する[3]。
- 2004年（平成16年）3月 - 山口車両基地の管轄を小手指車両基地に移管[3]。